# خالد عیسی
خالد عیسی (عربی: خالد عيسى؛ زادهٔ ۱۵ سپتامبر ۱۹۸۹) یک بازیکن فوتبال اهل امارات متحده عربی است.او برای باشگاه العین در لیگ امارات بازی میکند و برای تیم ملی امارات سابقه خوبی رقم زده

## افتخارات
الجزیره
- لیگ برتر امارات متحده عربی (۱): ۱۱–۲۰۱۰
- جام اتصالات امارات (۱): ۱۰–۲۰۰۹
- جام رئیس دولت امارات (۲): ۱۱–۲۰۱۰، ۱۲–۲۰۱۱

العین
- لیگ برتر امارات متحده عربی (۳): ۱۵–۲۰۱۴، ۱۸–۲۰۱۷، ۲۲–۲۰۲۱
- جام اتصالات امارات (۱): ۲۲–۲۰۲۱
- جام رئیس دولت امارات (۲): ۱۴–۲۰۱۳، ۱۸–۲۰۱۷
- سوپر جام فوتبال امارات (۱): ۲۰۱۵
- نایب‌قهرمانی لیگ قهرمانان آسیا (۱): ۲۰۱۶
- لیگ قهرمانان آسیا (۱): ۲۴–۲۰۲۳
- نایب‌قهرمانی جام جهانی باشگاه‌ها (۱): ۲۰۱۸